# Logitech
A Logitech International S.A. svájci-amerikai multinacionális vállalat, amely számítógépes kiegészítőket gyárt. Székhelye Lausanne-ban található. A cég egyike a világ legnagyobb vállalatainak a billentyűzetek, egerek stb. terén. Része a svájci tőzsdeindexnek, és a NASDAQ-on is jegyzik.

## Termékei
Billentyűzeteket, egereket, webkamerákat, fejhallgatókat és egyéb kiegészítőket gyárt számítógépek, táblagépek és egyéb elektronikai eszközök számára. Neve a francia logiciel (szoftver) és tech szavak összerakásából származik.
Alapítói Daniel "Bobo" Borel, Pierluigi Zappacosta és Giacomo Marini. Az évek során számtalan céget felvásároltak (Ultimate Ears, Streamlabs, 3Dconnexion stb.)

## Fordítás
Ez a szócikk részben vagy egészben  a   Logitech című angol Wikipédia-szócikk fordításán alapul.  Az eredeti cikk szerkesztőit annak laptörténete sorolja fel. Ez a jelzés csupán a megfogalmazás eredetét és a szerzői jogokat jelzi, nem szolgál a cikkben szereplő információk forrásmegjelöléseként.